# Gènere literari
El gènere literari és una categoria de composició literària. La classificació de les obres literàries poden fer-se d'acord amb criteris semàntics, sintàctics, fonològics, formals, contextuals o d'acord amb altres criteris. Les diferències entre els gèneres i les categories són flexibles, de vegades es troben dins de subgrups.
A la història, hi ha hagut classificacions variades de gèneres literaris, de manera que no es pot determinar una categoria de totes les obres a partir d'un abordatge comú. La divisió clàssica occidental és, des de l'Antiguitat, formada per tres grups: el narratiu o èpic, el líric i el dramàtic. Aquesta divisió partix de les propostes fetes per dos filòsofs de la Grècia clàssica, Plató i Aristòtil. Els dos iniciaren estudis de qüestionament i reflexió sobre allò que representaria o que havia de ser literari i com aquesta representació havia de plasmar-se. Aquestes tres classificacions clàssiques fixades per la tradició abracen moltes categories menors en l'era actual, comunament designades com a subgèneres.
Totes les modalitats literàries són fruït de la influència exercida per personatges, per l'espai i pel temps. I, amb independència d'això, tots els gèneres poden ser no-ficcionals o ficcionals. Els no-ficcionals es basen en la realitat mentre que els ficcionals presenten fets versemblants que malgrat poder-nos donar una sensació de versemblança, no són de lluny reals, però que, per la seva composició i anàlisi gramatical i semàntic, constituïxen la base sobre la qual es constituïx la literatura.
Les narratives fan ús de diversos llenguatges: el verbal (oral o escrit), el visual (per mitjà de la imatge), el gestual (per mità de gests), a més d'altres llenguatges. Quant a l'estructura, el contingut e la seua extensió poden classificar-se en obres narratives de romanços, contes, novel·les, poesies èpiques, cròniques, faules i assaigs. En quant a la temàtica, les narratives poden ser històries policials, d'amor, de ficció, etc. Tot text, d'altra banda, porta a un focus narratiu, un enllaç, personatges, temps i espai, conflicte, clímax i desenllaç, fet que definix el gènere narratiu.
El fet d'inscriure una obra en un o altre gènere ajuda a encaixar les expectatives del públic lector. Segons la mena amb què un/a autor/a presenti una obra (novel·la, ciència-ficció, fantasia...), el públic lector se'n farà una visió més o menys estereotipada que sempre podrà canviar en contrastar-la amb la lectura que en vaja fent. Per tant, el gènere és, per damunt de tot, una convenció que configura un marc, una forma més o menys precisa. És un primer intercanvi que es produïx entre un/a autor/a.

## Definició i problemàtica

### Significat
El gènere literari és un concepte de tipus categòric que permet classificar les produccions literàries a partir d'aspectes de caràcter pictòric, narratiu o dramàtic, alhora que segons el contingut (ex.: novel·la d'aventures, diari íntim, teatre, etc), o segons el registre (ex.: fantàstic, tràgic, còmic, etc).
Segons l'Institut d'Estudis Catalans, el gènere és una "classe natural o establerta convencionalment a què pertany una cosa segons les seves qualitats" i sobre la base d'aquesta definició, el gènere literari es definix formalment com el "nom donat a cadascuna de les manifestacions formals de les obres literàries segons una classificació que en té en compte l'estructura i el contingut".
El terme és introduït a la llengua catalana durant el segle xiv a partir de la llengua llatina. I, el concepte, aparix progressivament amb la teorització i produccions creixents literàries. En efecte, el terme "gènere" no gaudix del significat actual i és amb la introducció de la taxonomia que se l'associa a la classificació d'espècies. D'aquesta classificació salta a altres disciplines com la literatura i en aquesta, el gènere conserva la substància, és a dir, la categorització, però designa les obres literàries i no pas les espècies d'animals.

### Problemàtica i definició
El gènere literari ens envia tot sovint a una llista de categories que és hui com ahir contestada. Què es pot catalogar com a gènere narratiu, s'ha d'incloure el drama dins la narració o cal considerar-lo com a gènere a part, etc. Aquestes són les preguntes que deriven de la classificació de la producció literària en gènere i la teoria de la literatura és qui es dedica a estudiar-ne les categoritzacions. Alhora aquestes preguntes remeten a la problemàtica general que sorgix amb els gèneres literaris perquè les categories que trobem en una editorial, per exemple, poden no coincidir amb les categories que proposa tal o tal autor, a la vegada que no coincidirien amb les categories d'una universitat o una biblioteca. Els autors, el públic, les editorials, etc, proposen ben sovint uns gèneres que no es corresponen entre ells.
Aquesta problemàtica rau en el fet que a mesura que la producció literària s'ha anat teoritzant han sorgit uns esquemes concrets de narració amb què es definixen uns gèneres que són el model d'escriptura per a moltes altres produccions literàries. Per tant, l'existència dels gèneres literaris és estructural perquè són la base sobre la qual es vertebren després noves produccions literàries. Molts cops una producció literària ateny el grau de gènere literari perquè ha tingut la sort de tenir un recorregut o bé perquè ha proposat alguna innovació. Aquest és el punt de vista sobre el qual se sosté la mirada sociològica dels gèneres literaris.
Des d'un punt de vista sociològic els gèneres literaris són institucions que determinen uns models sobre els quals la societat es guia. És a dir, la sociologia veu els gèneres literaris com el resultats de la necessitat humana de tenir unes categories amb uns trets definitoris. Aquesta categorització permet a l'ésser humà de disposar d'unes referències amb que bastix la seua realitat. Així, els gèneres literaris són en realitat un model de referència sobre el qual es bot bastir posteriorment la producció literària.
A la història la teoria de la literatura ha mirat d'explicar els gèneres literaris mitjançant un discurs evolucionista i la història de la literatura ha estat concebuda sobretot a Occident a través de l'estudi de cada gènere des d'una mirada evolutiva. Des d'aquest punt de vista, historicista, els gèneres de la literatura es definixen segons les societats i les seues mentalitats. La llista que hom proposaria hui dia com a gèneres literaris potser no era del tot igual fa unes dècades o mil·lennis arrere. Això porta a problematitzar la literatura i destriar allò que és o no literatura. És un tipus de discurs que beu del darwinisme però que marca unes gèneres duradors i uns gèneres intermedis o fins i tot passatgers.
Conceptualment, els crítics en literatura proposen ben sovint categoritzacions diverses. El francès Gérard Genette, per exemple, proposa dividir les produccions literàries en dues categories concretes, les de ficció i les de no ficció. Aquesta perspectiva que es focalitza més en la forma que no pas en característiques internes del text, porta altra vegada a la problematització de la literatura i voler destriar allò que és o no literari.
Dins d'un punt de vista estructuralista, en canvi, els gèneres literaris són percebuts com una xarxa que els lliga els uns als altres. Una obra literària és deutora d'una altra obra que pot ser igualment deutora d'una obra més. El mateix Plató feia diferència entre les obres que imiten a partir d'una forma natural com la lírica i les que imiten a partir d'altres formes ja mimètiques com ara el drama. Això porta a considerar la lírica i el drama dins el mateix lot i, tot i així, són considerats comunament dos gèneres literaris a part. La distància entre dos gèneres literaris és doncs relativa de manera que la categorització de les produccions literàries és més orientativa que definitòria.
Per ser més pragmàtic, alguns autors simplement pensen que els gèneres canvien efectivament segons les mentalitats de l'època però un grup de gèneres concret es manté amb unes característiques més o menys estables i és a partir d'aquests gèneres que es produïxen obres literàries. Aquests gèneres que són més o menys estables malgrat que pareixen canviar amb el ròssec del temps són models i existixen certament perquè hi ha uns expectatives de cara al públic. El públic definix el mateix allò que considera ficció o no segons les expectatives i el resultat final de la lectura d'una producció. Això vertebra les produccions literàries.
De fet, la problemàtica seguix en essència oberta per bé que pragmàticament es podria dir que l'ésser humà necessita categoritzar perquè una forma d'abordar la realitat que té davant seu. El lector necessita guiar-se i per això mateix els mateixos autors definixen allò que és un drama, una novel·la, una lírica o un assaig. Servixen doncs de referència però no són en cap moment una normativa.

## Història dels gèneres a Occident

### Teoria dels gèneres

#### Edat antiga
La noció de gènere va ser discutida, en primer lloc, per Plató i teoritzada per Aristòtil, a la seva Poètica. Des dels dos filòsofs grecs es manté la divisió en tres gèneres fonamentals: èpic (o narratiu), líric i dramàtic, tot i les subdivisions i crítiques posteriors. El gènere dramàtic imita literalment la realitat, mentre que el líric expressa els sentiments personals i a l'èpica es barregen els dos modes.
El tret més important de la teoria antiga dels gèneres literaris ha estat el seu caràcter normatiu i, especialment, la seva capacitat valorativa: des del motlle del gènere –i no des del motlle de la literatura en general– es procedia a jutjar la qualitat d’una obra. Recordem les seccions de la Poètica d’Aristòtil consagrades a dirimir entre l’èpica i la tragèdia, o tinguem present fins a quin punt l'elaboració d’un poema èpic, des de l’antiguitat llatina fins al segle xvii, es posa en relació amb una norma d’excel·lència que representa el model fonamental del gènere, això és, l’Eneida virgiliana. A la Lògica, Aristòtil defineix el gènere.
Per a Horaci, el gènere s'ajusta a una certa tradició formal i s'identifica per l’ús d’un to particular (hi ha un metre i un contingut específics per a cada gènere, i també uns personatges). El gènere, per a Horaci, és una estructura prèvia que s'imposa al poeta, que aquest ha de conèixer a la perfecció, i dins de la qual ha de desenvolupar la seva pròpia veu personal. La teorització medieval es manté, en l'essencial, en l’òrbita dels plantejaments horacians, encara que a la pràctica es produeix una profunda remodelació de les categories genèriques (vegeu sobre aquest tema l’aportació fonamental de Jauss, 1970).

#### Edat moderna
Al Renaixement s'estableix la teorització tripartida en lírica, èpica i dramàtica alhora que es desenvolupen les paràfrasis i els comentaris humanístics a les poètiques d’Aristòtil i Horaci. El classicisme és l’època àuria de la preceptiva dels gèneres, que s'imposen com a normes fèrries, ja que es considera que la teoria dels gèneres va quedar perfilada en l’antiguitat d’una manera insuperable. La terminologia sobre els gèneres va tenir un fort valor normatiu i troba en l’Art poétique (1674) de Nicolas Boileau una sistematització del motlle classicista que va aconseguir un gran èxit a Europa.
La història ideal de la humanitat que Giambattista Vico traça a la seva Scienza nuova (1725 i 1744) comporta una teoria dels gèneres literaris completament original. En cadascuna de les tres grans edats de la història (l'edat dels Déus, la dels herois i la dels homes) es donen amb preferència uns determinats gèneres, que s'ajusten a les característiques d’aquesta era (per exemple, l’èpica es correspon amb l'edat dels herois) i evolucionen i es transformen en uns altres quan passen a l'edat següent.
Serà Johann Wolfgang von Goethe qui primer proposi una concepció dels gèneres de tall essencialista: les echte Naturformen der Dichtung, això és, les formes que narren de manera clara, les que estan inflamades per l'entusiasme i les que actuen mitjançant personatges. Serà solament a partir de l’últim terç del segle xviii quan, amb l’Sturm und Drang i el primer romanticisme alemany, es comencin a problematitzar les nocions de gènere pensant-les més enllà del seu caràcter normatiu i introduint la seva dimensió històrica.

#### Edat contemporània
El filòsof alemany Georg Wilhelm Friedrich Hegel va venir a clausurar el projecte romàntic amb la seva filosofia de la història. El sistema hegelià dels gèneres desplegat en el capítol final de Lliçons d'estètica (publicades el 1835, però resultat d’un curs de cap a l’any 1820) és, emmarcat en el conjunt de la seva filosofia i en paraules de Javier Huerta Calvo, «la més completa tipologia genèrica mai elaborada» (pàg. 124). Hegel assenyala tres possibilitats en la dialèctica entre l’objectiu i el subjectiu pel que fa a l'expressió de la relació entre el subjecte i l’alteritat. Amb això, la lírica (poesia subjectiva), l'epopeia (poesia objectiva) i el drama (poesia subjectiva-objectiva) es plantegen com tres genèrics essencials, naturals, suprahistòrics i universals.
El formalisme rus es va proposar, a les primeres dècades del segle xx, un acostament a la literatura pensada com a artefacte construït per procediments formals susceptibles d’anàlisi i de descripció. En aquesta línia, Boris Tomashevski va pensar en «Temàtica» (1925) com l’articulació dels continguts d’una obra (als quals, a les seves unitats mínimes, anomena motius) requereix una certa lògica. «El sistema dels procediments que justifiquen la introducció de motius simples o compostos», afirma, «es diu motivació» (pàg. 213). La motivació guarda relació amb els procediments constructius de l’obra, els quals, lluny de ser universals, «canvien enormement en el curs de la història literària» fins al punt que «cada època literària, cada escola, es caracteritzen per un sistema de procediments que els és propi i que representa l'estil (en el sentit ampli del terme) del gènere o del corrent literari» (pàg. 225-226). El gènere literari pot arribar a ser definit, així, com «un agrupament de procediments» (pàg. 228-229) subordinats els uns als altres jeràrquicament. Al procediment principal se l’anomena la funció dominant.
El formalisme rus és replantejat per intel·lectuals francesos i, finalment, vers la dècada dels 70 del segle xx, els gèneres entren en una lectura postmoderna.

### Evolució dels gèneres

#### Gènere poètic
La lírica és un terme que procedeix del grec. Originàriament prové de lira que era l’instrument que els grecs utilitzaven per simbolitzar i representar la música. Això vol dir que dins de lírica s'entén que hi ha melodia. La lírica, per bé que l’anomenem poesia actualment, era un text pensat per a ser cantat davant d’un públic amb acompanyament musical. Avui una part d’aquest significat originari encara és manté però de forma general la lírica fa referència a la poesia, és a dir, un text compost especialment per fer cantar les paraules sense música instrumental, tot deixant-se guiar per la musicalitat mateixa de les rimes i els mots.
Històricament, la lírica com a gènere literari no apareix prou delimitada en l’àmbit de la poètica grecollatina. Aristòtil o Horaci no en donen una definició clara. A Roma s'utilitzava com a experiència anònima, col·lectiva i pública dins del marc dels rituals de la vida en comunitat com ara el treball, l’oci o la religió. Durant l’Edat Mitjana la lírica s'acomoda als cants populars, sobretot en llengua vernacla, així com entre trobadors i trouvères. Es desenvolupa al sud de França per conquerir el nord que es diferencien per la llengua en què es cantava.
Els temes privilegiats eren l’amor, la natura i es prenien la forma de cançons amb tornades, estrofes i una vertadera utilització poètica del llenguatge. Eren les cançons de tela o de gesta. L’amor cortès és incorporat a les Corts dels monarques alhora que la música instrumental pren forma. Això permeté a la lírica d’independitzar-se de la música, fet que evolucionés cap a la poesia. De retruc sorgeixen unes formes fixes com ara la balada o el rondó.
La indefinició del gènere continuà fins al Renaixement, moment en què ja comença a albirar-se una delimitació pròpia. És doncs en aquest període que es renoven algunes formes líriques de la tradició clàssica grecollatina com ara l’oda, l’himne, l'elegia o l'epigrama. També se’n creen d'altres com el sonet. Expressen sentiments, idees, símbols i al·legories. Tindrem un ús de la retòrica pura, fet que permet desenvolupar l’alteració del llenguatge per donar encara més potència a la musicalitat de les paraules, les frases, les oracions i els mots. Tot això permet fer cantar al mateix temps la semàntica que acompanya tot text poètic.
Sorgeixen grans noms de la lírica com ara la Pléiade francesa alhora que el gènere s'incorpora encara més a l’aristocràcia, tot allunyant-se de l’ambient popular d’on havia partit durant l’Edat Mitjana. La poesia esdevé més refinada i preciosa, amb l’ús d’un llenguatge gairebé programat, però percebut com de gust. Així doncs s'incorpora igualment dins el registre del barroc fins a atènyer un declivi pronunciat amb la Il·lustració que defuig d’aquests usos i la incorpora al registre de l'educació i d’allò didàctic. Això perdura fins al Romanticisme, que defineix ja de manera més precisa el gènere líric.
El període representa un canvi en la concepció. La poètica passa a afectar la imatge del món i la concepció que el poeta fa d’ell mateix i de la relació que té amb l'entorn. El poeta romàntic és un personatge maleït, condemnat a la follia i aïllat en la seva pròpia experiència amb el món. Ens parla en realitat d’un context de “mal segle” amb la Revolució Francesa que posa les pedres per a les futures guerres, així com de la Revolució Industrial i l’adveniment del proletariat i les seves pèssimes condicions de vida. La font d’inspiració és el jo líric però aquest ens presenta el seu temps, la natura, l’amor i la mort de Déu, del seu temps.
Alhora la poesia traspassa les barreres i per primera vegada es presenta en prosa. La metamorfosi és total. Tenim una estètica canviada i també una estructura alterada. El jo líric incorpora la societat i alhora tenim un llenguatge rutinari. Això és, de fet, una forma més d’expressar el jo d’una societat que voldria expressar i no pot realment les ganes d’alliberament de la presó que pot constituir l'era contemporània. Així es podria dir que amb l'entrada del segle xx, sobretot, la postmodernitat guanya el llenguatge i la semàntica del gènere líric. Per aquest mateix motiu durant el segle XX els gèneres lírics són fusionats amb moviments avantguardistes com el dadaisme o el surrealisme.

#### Gènere narratiu
Històricament, és difícil de traçar les primeres novel·les. Alguns autors consideren que prové de l’antiga epopeia a l’Edat Mitjana, altres pensen que prové de les faules gregues. Aquests autors veuen en l’Il·liada o l’Odissea d’Homer uns primers exemplers de novel·la però això no és gaire compartit atès que la novel·la es presenta en prosa. Per aquest aquests autors sostenen que la novel·la neix en realitat durant el segle I aC d’una barreja entre gèneres grecs i llatins. Aquests gèneres hi donen ja la intriga fictícia i versemblant, les peripècies múltipes i els personatges realistes propis de la novel·la. Els autors que sostenen que la novel·la prové de l’Edat Mitjana sostenen que és una evolució de l'epopeia medieval. En aquesta època la llengua vernacla és utilitzada per relatar històries fictícies, de vegades heroiques, amb episodis meravellosos i imaginaris, amb personatges heroics de qualitats morals i físiques gairebé sobrenaturals. Tenen clarament una intenció rere seu en voler atènyer la psicologia de qui escoltava. Són històris com la Cançó de Rotllan que estan fetes de salts i proves que constitueixen l’ocasió ideal per als personatges d’afirmar les seves qualitats.
Altres autors veuen la novel·la nascuda al segle xvii amb el Quixot i la novel·la picaresca al segle xviii amb Robinson Crusoe. En aquesta època la novel·la es diversificaria si prenen com a referència els autors que sostenen el debut novel·lístic per volta del segle xviii. Les novel·les exaltarien el personatge com a individu amb caràcter propi, sentiments, desigs i un destí únic. La narració es fa llavors a la primera persona de manera a subratllar la importància de la subjectivitat dels personatges. Prenent, no osbstant, el Renaixement com a punt de partença, la novel·la presenta un espai de llibertat marcat per l'espectacularitat. Es construeix tot sovint a cop d’històries èpiques o meravellosos i idealistes en què s'idealitza de l’home, a la recerca d’un amor espiritual. També es presenten força realistes i burlesques, gairebé còmiques, amb l’objectiu de retratar el tarannà cruent i insistir sobre la importància del cors i els defectes de l’home. Es diu que la novel·la adopta les formes baroques. En contraposició, durant el Segle de les Llums, la novel·la es presenta filosòfica, moral i didàctica.
Ara bé, la novel·la queda realment fixada al segle xix a Europa mercès al romanticisme. Aleshores es considerava que la novel·la s'escrivia per i des de la dona. Això dificultà inicialment la seva expansió fins que finalment guanya popularitat fins a transformar-se en el gènere per execel·lència del segle xix. La seva producció massiva s'estanca un segle després degut a l ‘aparició de la televisió que readapta el gènere amb les telenovel·les o els culebrots. La novel·la del segle xix neix de diferents tendències adquirides al segle anterior: és una narració psicològica, històrica i d’aventures. Psicològica en tant que des del Barroc i amb la Il·lustració adquireix una mirada crítica vers l’ésser humà. Històrica en tant que durant la Il·lustració adquireix certa didàtica i, finalment, d’aventures perquè d’ençà les epopeies medievals que es cultiva els personatges heroics que desafien cadascuna de les etapes plantejades durant el relat.
A partir del 1830 la novel·la s'acaba considerant com un gènere seriós. Abandona els relats meravellosos per donar-nos una aproximació versemblant i acostar-la al lector. Així, els personatges, representen tot sovint tipologies humanes i fortament ancorats al seu espai força proper al del lector. La premsa, per la seva banda, popularitza la novel·la amb fulletons novel·lístics que es redactaven per entretenir els lectors. Foren cèlebres els fulletons d’Els Tres Mosqueters o El Conte de Monte Cristo. El romanticisme, finalment, hi aporta sentiments i grandesa d’ànima tal com presentà Víctor Hugo amb Els Miserables.
D’altra banda, el conté desdevingué gènere literari al segle xix degut a l'expansió de la premsa periòdica i les facilitats de publicació de diaris i revistes però existeix des de l’Edat Mitjana. Diríem que fins i tot abans atès que prové dels relats populars transmesos oralment. A l’Índia, per exemple, les tradicions vedistes posaren finalment per escrit el primer conte conegut universalment, escrit per al-Hamadhani, el qual inventà el primer gènere literari àrab, el maqama. La narrativa d’un conte planteja una situació inicial estable i un seguit de canvis que duen a un estat final o una conclusió que no té res a veure amb l'estat o situació inicial. Els elements que ho fan possible són el narrador que és qui explica la història, els personatges que la protagonitzen, l’acció pròpiament dita, el temps i l'espai on succeeix.
A Europa les novel·les es desenvolupen sobretot durant l’Edat Mitjana mercès a fabiliaux i lais. Eren un bon mitjà per parlar al tarannà de la majoria de la població, analfabeta i, per tant, necessitada d’entretenir-se per mitjans orals. Així es podria dir que els contes escrits de què tinguem constància foren plasmats anys després d’haver-se contat oralment. Alhora permetien exaltar l’ideal medieval de la societat.
Durant el Renaixement els contes es desenvolupen dins el camp de la literatura escrita i atenyen les classes altes mercès a Miguel de Cervantes i El Quixot. Llavors coneixement un esplèndit èxit que els torna models institucionalitzats. Alhora pateixen certa evolució, fet que els permet allunyar-se progressivament de la novel·la. Un cop diferenciats de la novel·la, els contes tornen a guanyar les classes populars durant el segle xix mercès a la premsa i l’alfabetització constant de la població. En aquesta etapa s'adhereix al moviment realista. Es tracta d’un corrent inicialment pictòric que pretenia trencar amb el neoimpressionisme en considerar que l’impressionisme havia idealitzat la societat i no mostrava la seva realitat. Aleshores Europa viu la introducció accelerada de la industrialització i del capitalisme. Neixen noves classes com el proletariat. Els estats liberals acaben en mans de l’alta burgesia i, de retruc, defensant els interessos burgesos. La manca d’higiene i de condicions de treball impacten molts pintors que volen fer visible aquesta realitat. Els contes esdevenen doncs la vessant escrita del realisme. Miren de donar compte de la realitat, de ser objectius i recorren a mètodes científics.
A banda, neixen noves tonalitats o registres per al gènere dels contes, com ara els fantàstics, els meravellosos i els fantasiosis. Són aquests els qui s'acaben reprenent durant el segle xx. I és que com el cas de les novel·les, els contes escrits perden força amb l’aparició del cinema i, sobretot, la creació de Disney que readapta els clàssics europeus a la gran pantalla i, tot seguit, crea noves històries. Els contes guanyen el públic infantil i gairebé que es limiten a aquest, sense passa fronteres tal com presentaven els relats medievals o renaixentistes.

#### Gènere teatral
Els gèneres teatrals s'originen a la Grècia clàssica. Concretament la tragèdia que és el primer gènere a ser creat. S'integrava a les celebracions religioses en honor de divinitats del panteó grec. S'hi cantaven, endemés, himnes al Déu Dionís que, per aquest efecte, era el motiu central de les tragèdies. En surten autors destacats com ara Esquil, Sòfocles i Eurípides, així com l'escenificació pròpia dels gèneres teatrals representada per un teatre semicircular, a l’aire lliure amb grades construïdes en fusta i després adossades en pedra a les colines, fet que permetia donar un efecte d’eco a cadascuna de les paraules interpretades pels actors. És l’amfiteatre compost per entrades, grades, aire circular i cor, altar dedicat al Déu Dionís, una avantsala, amb decorats, i, finalment, el backstatge.
Inicialment, la tragèdia grega contenia únicament un actor que era protagonista i interpretava diferents personatges. Portava una màscara fins que s'acaba component escenes amb diversos actors que acabaren format allò que s'anomena en argot més tècnic el cor. La tragèdia grega es componia de parts parlades i d'altres cantades. Un ambient que permeté fins i tot l’aparició de vertaders teòrics com ara Aristòtil el qual acaba donant els principis bàsics a la tragèdia amb la seva concepció d’obra teatral a partir de les tres unitats i de catarsi.
A Roma trobem un calc de la tragèdia grega. Hi destacà Sèneca malgrat que trobem altres autors ben apreciats a les hores com ara Plaute o Trenci. A l’Edat Mitjana el teatre conserva la dimensió religiosa, de fet, l'explota en un àmbit força més popular. En efecte, es munten places exprés una mica per totes les viles medievals des d’on la propaganda eclesiàstica hi desenvolupava escenes de la Bíblia, d’una banda, amb voluntat d’atiar les pors de la població i mantenir-la dins les creences i dictàmens de l’Església catòlica i, d’altra banda, amb voluntat didàctica de fer passar la Bíblia a una població majoritàriament analfabeta. En aquest ambient sorgeix la comèdia plena de farces. Històricament, la comèdia neix a Grècia amb Aristòfanes. Ell fou el primer qui va convertir en objecte de rialla a personatges d’època com ara Sòcrates, Èsquil o Eurípides. Els romans Plaute i Terenci donaren tocs molt diferents a la comèdia actual introduint disfresses i canvis d’identitat.
Amb l’arribada del Renaixement i de l’absolutisme, el gènere s'apropa a l’aristocràcia i els monarques demanen la construcció de teatres privats per al gaudí de a Cort. Així, per exemple, Lluís XIV imposa a partir del 1661 un nou ordre polític i social, el de la societat sotmesa al Rei, paraula de Déu a la terra, estrictament jerarquitzada i d’un poder altament centralitzat. Aquesta ideologia, l’absolutisme, es recolza en l’art i, per tant, en els gèneres teatrals, entre d'altres. És així perquè constitueix una forma de propaganda per a la monarquia. És en aquest context que neixen grans obres clàssiques com les de Molières o Corneille, així com el registre barroc. Són ajudats pels monarques que es transformen en vertaders mecenes, fins i tot en la clau de volta atès que potencien les llengües vernacles de la Cort, de vegades superant els límits com ara l’intent de dotar les llengües de la Cort d’una programació lingüística que malgrat ser interpretada a l’època per una refinació i gust, no deixaren de mostrar una voluntat de transformar les llengües en un artifici elitista.
El barroc, com a registre, donarà la cara d’un pessimisme força pronunciat, esclau de les seves passions, l’home apareix exaltat en la seva desgràcia. Davant d’això, neix el gènere del drama que per bé que poguem considerar-lo actualment com a gènere a banda, aleshores era simplement un registre del gènere tràgic. Es tactava de reaccionar a l'excès del barroc proposant la natural i l’harmonia, així com una gran unitat de to. És aleshores que apareix la noció d’il·lusió en el teatre.
Molière, per la seva banda, acaba triomfant a França mercès a propostes crítiques i subjectives de la seva societat. Posen les pedres per a la construcció del gènere còmic contemporani atès que introduí tota una dimensió satírica que li valgué, això no obstant, les crítiques de la mateixa Cort del Rei com del mateix monarca, el qual no acabà de veure’s gaire ben plagut. El Renaixement veu aparèixer igualment la Commedia dell’Arte en què cadascun dels actors porta una màscara que defineix nítidament la personalitat dels personatges. Arlequí és el personatge de ficció més recurrent d’aquesta època, que s'acompanya de Pulicinella. Amb Molière la comèdia entra en la seva edat d’or. Durant el segle xix, la comèdia cau en decadència, tot i les obres d’Òscar Wile i George Bernard.
Shakespeare és qui provoca un tall en la història de la tragèdia. Per bé que amb el temps la tragèdia no s'altera gaire més d’allò que va proposar Shakespeare, sí que hi ha hagut experiències noves dins de la línia de l'escriptor anglès al segle xviii i xix. I és que els gèneres teatrals, sobretot la tragèdia, cauen en desgràcia amb la Il·lustració que critica, per exemple, la sàtira de Molière. L'esperit de les Llums contesta el poder i, per tant, la propaganda que es vehiculà a través dels gèneres teatrals. El teatre esdevé una tribuna i la comèdia troba un cert reeixement. Beaumarchais barreja llavors la intriga, la comèdia, la moral i la societat.
Diderot, responsable de l’Enciclopèdia, inventa el drama burgès, una comèdia seriosa que escenifica situacions patètica que, lluny de la tradició absolutista, se situen en el tarannà de la població. S'estrana doncs i vertaderament el drama burgès. S'hi exalta els bons sentiments, és a dir, tindrem sempre una verssant molt moralista, vessada pel romanticisme. El drama romàntic del segle xix ateny el seu apogeu amb Víctor Hugo i Shakespeare. Tots dos reconcilien la tragèdia i la comèdia, barrejant els registres, d’allò sublim i grotesc, amb l'espectacularitat.
Vers el final del segle xix els dramaturgs reprenen les velles pautes de la comèdia amb el vaudeville aportant-hi accions extravagants o inextricables. L'esperit és més satíric tornant d’alguna manera als clàssics. El públic, per la seva banda, és reeducat de mica en mica per contemplar les obres d’art, la qual cosa fa canviar enormement la manera popular de mirar una obra teatral. En aquest context es reprenen durant el segle XX els grans autors de la tragèdia clàssica i es revisen amb força humor i lucidesa els mites i personatges clàssics. El teatre contemporani hi aporta nous registres com l’absurd.

## Cànon de gèneres més acceptat

### Gènere poètic

#### Lírica
- Oda és una composició en vers de caràcter elevat, destinada a lloar un personatge, un lloc o una idea.
- Elegia és un tipus de poema líric destinat a lamentar-se per una pèrdua que pot ser la mort d'algú estimat.
- Ègloga és un monòleg pastoral o més sovint un diàleg en el qual uns pastors es conten les seves penes d'amor enmig d'un paisatge ideal arcàdic.
- Sàtira s'exposen ximpleries, abusos o defectes humans individuals al públic a través del ridícul, derisió, paròdia, ironia o altres mètodes amb la intenció de produir millores.
- Cançó és una composició musical que conté, com a mínim, una part de melodia vocal, és a dir, amb text cantat.
- Epigrama és una composició poètica breu que expressa un sol pensament principal festiu o satíric de manera enginyosa.
- Balada és un gènere trobadoresc.

#### Gènereèpic
- L'epopeia narra les gestes dels herois amb una barreja tant d'elements reals com fabulosos i llegendaris.
- El romanç és un tipus de composició poètica.

### Narratius
En els tractats de teoria literària se solen estudiar junts una sèrie de texts que tenen com a tret comú la narració. Aquests texts són la novel·la, l'epopeia i el poema èpic. Com a principals subgèneres narratius, però, hi trobem amb una extensió força variable el conte, la llegenda, la rondalla, el quadre de costums i els gèneres èpics, dintre dels quals hi trobem la cançó de gesta i els poemes heroics.
La narrativa reuneix les obres que narren fets reals o ficticis estructurats dins unes coordenades d'espai i temps; els fets o l'argument de la història s'organitzen mitjançant una estructura que normalment es presenta mitjançant plantejament, nus i desenllaç. L'element essencial és el narrador, que fa d'intermediari entre les històries i el públic, a qui explica els esdeveniments del relat. Existeixen tres tipus principals de narradors: el narrador omniscient, que utilitza la tercera persona i ho sap tot sobre els personatges; el narrador protagonista, en què ambdós són la mateixa persona, i el narrador testimoni, que explica en tercera persona allò que veu. La narrativa generalment empra la prosa, tot i que en els poemes èpics també es fa servir el vers. Les funcions referencial i poètica són les més importants. La forma expressiva més emprada és fonamentalment, la narració i el relat.
Entre els subgèneres narratius en prosa trobem: 
- El conte és una narració escrita en prosa, generalment breu.
- La novel·la és un text relativament extens on s'expliquen fets de ficció.
- La faula és un relat breu de ficció on els protagonistes són animals o plantes que parlen.
- L'epístola és un text escrit amb finalitats de comunicació, literàries o, en el cristianisme, de predicació religiosa.
- La crítica és un judici que es fa sobre les qualitats i els defectes d'una producció humana: literària, plàstica, musical i periodística.
- Apòleg - Narració curta, senzilla i de caràcter al·legòric - conte o faula-, de la qual es pot extreure una ensenyança moral.
- Apologia.- Escrit de defensa i elogi d'alguna cosa o d'algú.
- Libel - Escrit difamatori.
- Pamflet.- Text en què se satiritza o se censura amb energia alguna persona, fet, pensament, nació...
- Panegíric - Composició l'objectiu de la qual és l'elogi d'una persona, fet, pensament, nació...
- Paròdia - Imitació satíric-burlesca d'una obra seriosa.
- Quadre de costums.- Subgènere narratiu. Narració curta, sense argument, i protagonitzada per personatges tipus, l'objectiu del qual és fixar una situació/escena de la vida quotidiana, amb intenció bé crítica, bé enyoradissa.

### Teatrals
El gènere teatral és el tipus de gènere que es fa servir en el teatre, en el qual per mitjà del diàleg i alguns personatges, l'autor planteja uns conflictes diversos. La seva finalitat és la representació davant el públic.
Gèneres principals: 
- La tragèdia, obra literària teatral que té un final desesperat o trist.
- La comèdia es caracteritza per mantenir un to optimista, amb un final feliç i sovint per tenir elements d'humor o d'ironia.
- El drama és una obra on es representa un conflicte humà amb elements de malalties, mort, fracàs o derrota, però amb un desenlaç favorable o feliç.

Alguns subgèneres, a tall d'exemple:
- Acte sacramental: Obra dramàtica en un acte, de caràcter al·legòric i de tema religiós. Va ser prohibit pels moralistes el 1765.
- Entremès: Durant l'Edat Mitjana, era una figura o grup de figures inanimades que fixaven una escena i es mostraven en les festes cortesanes. Després van cobrar moviment i música, i van esdevenir la mínima acció teatral de temàtica històrica o religiosa. A la fi del segle xvi van ser ja peces teatrals breus, de caràcter lleuger i caricaturesc, que es representaven en els entreactes de les comèdies.
- Farsa: Obra escènica de caràcter còmic en què la realitat és simplificada i deformada, i presentada en forma grotesca, paròdica i ridiculitzant, gràcies a l'exageració de fets, situacions i personatges.
- Mascarada: Forma teatral dels segles xvi i xvii, en què es dona la màxima importància a la música, la dansa i el decorat, i que, ambientada en el món dels somnis, posa en escena temes i personatges coneguts del repertori teatral per idealitzar la societat en què es representa.
- Melodrama: A partir del segle xviii, s'anomena així als drames populars, que es caracteritzen per una acció complicada, però de final simple, uns personatges plans i esquemàtics en les seves qualitats morals, i el sosteniment de l'interès mitjançant cops d'efecte.
- Sainet: Peça teatral d'ambient i de personatges populars, de caràcter còmic i caricaturesc.
- Tragicomèdia: Es desenvolupa a partir del Renaixement i, com el seu nom indica, participa de característiques de la tragèdia i de la comèdia, amb barreja d'elements (personatges, temes, llenguatge), sense final tràgic. Sovint es fa servir com a sinònim de drama.
- Vodevil: És una comèdia divertida i lleugera, bastida sobre les situacions imprevistes, els equívocs i les intrigues, generalment de caràcter amorós.

### Prosa o didàctica

#### Periodisme literari
- L'assaig.
- El dietari.
- Les memòries.

#### Còmics
- Còmic:
  - Novel·la gràfica, còmic generalment per a adults, que narra una història més detallada i complexa situant-se entre la novel·la i el còmic tradicional.
    - Western on l'acció se situa al Far West.
    - Pirates
    - Croades

  - Aventures, s'aplica normalment a obres en què el protagonista o un altre personatge principal es troben sovint en situacions perilloses.
    - Capa i espasa

  - Novel·la romàntica (història d'amor)
  - Policíaques
    - Thriller, és un gènere que intenta provocar en l'espectador o el lector una tensió o angoixa psicològica.
    - Novel·la negra, fa referència a característiques de la vida dels anys vint del segle xx
    - Novel·la de suspens

  - Fantàstic
    - Ciència-ficció, presenten els efectes o les repercussions dels avenços científics i tecnològics
      - Cyberpunk, subgènere de ciència-ficció i ficció distòpica, que se centra en la tecnologia avançada com els ordinadors o la tecnologia de la informació
      - Steampunk, subgènere de fantasia i ciència-ficció ambientat en una època o món on l'energia originada amb les màquines de vapor és usada de manera preponderant
      - Space Opera
      - Anticipació
      - Fantasia, gènere artístic que barreja elements basats en la realitat amb altres no existents de caràcter màgic o sobrenatural
        - Animals fantàstics
        - Dark Fantasy
        - Urbà dels EUA
        - Heroica
        - Fantasy de Llum
        - Novel·la de fantasia
        - Fantasia de l'Espai
        - Fantasy Factory